# Liste des aéroports les plus fréquentés au Botswana
Cet article dresse la liste des aéroports les plus fréquentés du Botswana.

## Statistiques
Pour des raisons techniques, il est temporairement impossible d'afficher le graphique qui aurait dû être présenté ici.

Voir la requête brute et les sources sur Wikidata.

## En tableau
| Année             | Civile 2017 | Civile 2018 |
| ----------------- | ----------- | ----------- |
| Gaborone-S. Khama | 424640      | 444473      |
| Maun              | 247334      | 271414      |
| Kasane            | 96975       | 107078      |
| Francistown       | 37486       | 36698       |
| Selibi Phikwe     | 310         | 216         |
| Ghanzi            | 214         | 68          |